# Stara Łomża nad Rzeką
Stara Łomża nad Rzeką – wieś w Polsce położona w województwie podlaskim, w powiecie łomżyńskim, w gminie Łomża.
Wierni kościoła rzymskokatolickiego należą do parafii św. Andrzeja Boboli w Łomży.

## Historia
W latach 1921–1939 wieś leżała w województwie białostockim, w powiecie łomżyńskim, w gminie Kupiski.
Według Powszechnego Spisu Ludności z 1921 roku wieś zamieszkiwało 296 osób w 43 budynkach mieszkalnych. Miejscowość należała do parafii rzymskokatolickiej w Łomży. Podlegała pod Sąd Grodzki i Okręgowy w Łomży; właściwy urząd pocztowy mieścił się w Łomży.
W wyniku napaści ZSRR na Polskę we wrześniu 1939 miejscowość znalazła się pod okupacją sowiecką. Od czerwca 1941 roku pod okupacją niemiecką. Od 22 lipca 1941 do 1945 włączona w skład Landkreis Lomscha, Bezirk Bialystok III Rzeszy.
W latach 1975–1998 miejscowość administracyjnie należała do województwa łomżyńskiego.
1 lipca 1989 część wsi (32 ha) włączono do Łomży.